# Brázda (jaskinia)
Brázda (węg. Barazdaláš albo Barasdaláš) – jaskinia krasowa w Krasie Słowacko-Węgierskim w Wewnętrznych Karpatach Zachodnich na Słowacji. Przez 15 lat (do 1973 r.) była uznawana za najgłębszą studnię krasową Słowacji jak i całej ówczesnej Czechosłowacji.

## Położenie
Jaskinia znajduje się na Płaskowyżu Silickim, ok. 1300 m na północ od drogi z Gombaseku do Silicy. Jej otwór leży w lesie zwanym Kroviská, na dnie leja krasowego, na wysokości 598 m n.p.m., w katastralnym obszarze wsi Silica w powiecie Rożniawa. W pobliżu znajdują się inne jaskinie: Szalajova priepasť, Medvedia priepasť i Závozné priepasti.

## Geologia i morfologia
Jaskinia Brázda należy do charakterystycznej dla krasu płaninowego grupy jaskiń o rozwinięciu pionowym – tzw. awenów. Ma głębokość 181 m. Powstała w grubej płycie wapieni triasowych płaszczowiny silickiej na skutek rozpadania się brekcji tektonicznych i korozyjnego oddziaływania wody wzdłuż powstałych szczelin. Główny wertykalny ciąg jaskini tworzą 3-4 wysokie kominy. Zaklinowane w studni bloki dzielą ją na 8 mniejszych odcinków. Jego dno, pokryte warstwą gliny, wskazuje na brak perspektyw na istnienie głębszych korytarzy. W dolnej części studni odgałęzia się od niej długi na ok. 150 m ciąg wznoszących się korytarzy, prowadzących do dużej sali z bogatą szatą naciekową z przewagą drobnych form groszkowych.
Z punktu widzenia hydrografii Brázda leży w obszarze odwadnianym prawdopodobnie przez tzw. Białe Wywierzysko koło osady Gombasek.

## Fauna jaskiniowa
W jaskini żyje szereg gatunków troglobiontów.

## Historia eksploracji
Chociaż jaskinia była znana od bardzo dawna, pierwszego zejścia na jej dno dokonała dopiero ekipa pod kierunkiem J. Seneša w 1952 r. Podczas tej wyprawy zejście na dno i powrót na powierzchnię zajęły łącznie 27 godzin. Przez szereg następnych lat na dno jaskini docierały kolejne ekspedycje speleologów, zwłaszcza z Brna. Dokonywane przez nich pomiary wykazywały różne głębokości jaskini od 182 do 205 m. Dlatego też w 1973 r., przy okazji 6 Międzynarodowego Kongresu Speleologicznego w Czechosłowacji, dokonano komisyjnego pomiaru głębokości jaskini dwiema różnymi metodami. Uzyskany wówczas rezultat -177 m Správa slovenských jaskýň przekazała w marcu 1976 r. do stosowania słowackim służbom kartograficznym.
W dniach 12-15 lipca 1977 r. speleolodzy z Brna, przy udziale speleologów z innych ośrodków, obok eksploracji nowych, nieznanych dotąd korytarzy i badań mikroklimatu jaskini ponownie pomierzyli jej głębokość. Uzyskany wówczas rezultat -180,5 m (w zaokrągleniu 181 m) wszedł do powszechnego stosowania, dając jaskini 7. miejsce na liście najgłębszych jaskiń w Czechosłowacji. Na dzień 1 marca 2017 r. Brázda znajdowała się na czwartym miejscu na liście najgłębszych jaskiń Krasu Słowackiego i na 16. miejscu najgłębszych jaskiń Słowacji.

## Ochrona jaskini
Jaskinia znajduje się na terenie Parku Narodowego Kras Słowacki. Od 1972 jest chroniona jako pomnik przyrody (słow. Chráneny prírodný výtvor Brázda), a od 1982 r. jako narodowy pomnik przyrody (słow. Národná prírodná pamiatka Brázda).

## Znaczenie turystyczne
Jaskinia nie jest udostępniona do zwiedzania.